# Abraham González (Delicias)
Abraham González es una localidad del estado mexicano de Chihuahua. Es parte del municipio de Delicias.

## Toponimia
El nombre de la localidad rinde homenaje a Abraham González Casavantes, gobernador de Chihuahua de 1911 a 1913.

## Demografía
| Gráfica de evolución demográfica |
|                                  |

| Censo | Población |
| ----- | --------- |
| 1950  | 437       |
| 1960  | 502       |
| 1970  | 678       |
| 1980  | 1085      |
| 1990  | 1 444     |
| 2000  | 1 334     |
| 2010  | 1 404     |
| 2020  | 1 315     |